# Welf Haeger
Welf Haeger (* 15. Juni 1961) ist ein deutscher Comedian aus Bochum.

## Leben
Haeger promovierte 1996 an der Ruhr-Universität Bochum zum Thema Rundfunkgrundversorgung und arbeitete als Rechtsanwalt. Bekanntheit erreichte er als Kabarettist. Als Mann mit dem Leopardenmantel tritt er als Solokünstler mit Musikbegleitung auf. Außerdem bildet er zusammen mit seinem Bruder, dem Zahnarzt Jörn Haeger, das Duo Die Haegerboys. Er gehört zu den Stammgästen der Sendung NightWash auf den Sendern WDR Fernsehen und Comedy Central. Außerdem absolvierte er mehrere Auftritte in der ProSieben-Show TV total. In einer Folge von Das Supertalent im November 2010 wurde er lautstark vom Publikum ausgebuht und brach seinen Auftritt vorzeitig ab.
Am 11. März 2011 hat die Rechtsanwaltskammer für den Oberlandesgerichtsbezirk Hamm die Zulassung zur Rechtsanwaltschaft von Haeger wegen Vermögensverfalls widerrufen. Der Widerrufsbescheid wurde später aber aufgehoben.